# Sustitución penal
La sustitución penal (a veces, especialmente en escritos más antiguos, llamada teoría forense) es una teoría de la expiación dentro de la teología cristiana, que declara que Cristo, al someterse voluntariamente al plan de Dios Padre, fue castigado (penalizado) en el lugar de los pecadores (sustitución), satisfaciendo así las demandas de la justicia para que Dios pueda perdonar los pecados con justicia haciéndonos uno con Dios (expiación). Comenzó con Lutero y continuó desarrollándose con la tradición calvinista como una comprensión específica de la expiación sustitutiva, donde la naturaleza sustitutiva de la muerte de Jesús se entiende en el sentido de un cumplimiento sustitutivo de las demandas legales por los delitos de los pecados.

## Definición
La teoría de la sustitución penal enseña que Jesús sufrió la pena debida según la ira de Dios Padre por los pecados de la humanidad. La sustitución penal se deriva de la idea de que el perdón divino debe satisfacer la justicia divina, es decir, que Dios no quiere ni puede simplemente perdonar el pecado sin exigir primero una satisfacción por ello. Afirma que Dios se dio a sí mismo en la persona de su Hijo, Jesucristo, para sufrir la muerte, el castigo y la maldición debida a la humanidad caída como pago por nuestro pecado.
Importantes conceptos teológicos sobre la sustitución penal dependen de la doctrina de la Trinidad. Aquellos que creen que Jesús mismo era Dios, de acuerdo con la doctrina de la Trinidad, creen que Dios tomó el castigo sobre sí mismo en lugar de ponérselo a otra persona. En otras palabras, la doctrina de la unión con Cristo afirma que al tomar sobre sí mismo el castigo, Jesús cumple las exigencias de la justicia no para un tercero no relacionado sino para aquellos que se identifican con él. Si, en el sentido sustitutivo penal de la expiación, la muerte de Cristo trata del pecado y la injusticia, su resurrección es la renovación y restauración de la justicia.
Algunas otras teorías de la expiación son la teoría del rescate, que dice que la muerte de Cristo representa la derrota cósmica del diablo a quien se le tuvo que pagar un rescate, por ejemplo la teoría del Cristo Víctor, el rescate de la humanidad del poder del pecado y de la muerte, visión popularizada por Gustaf Aulén; y la teoría ejemplar, asociada con Pedro Abelardo y Hastings Rashdall, que argumenta que la cruz tuvo su efecto en los seres humanos, al establecer un ejemplo supremo de piedad que debemos seguir.

## Desarrollo
La teoría de la sustitución penal es una interpretación específica de la expiación vicaria (sustitutiva), que a su vez se remonta al judaísmo del Segundo Templo,[cita requerida] aunque algunos evangélicos como William Lane Craig citan la oferta de Moisés de la muerte de sí mismo en lugar del pueblo de Israel (Éxodo 32:30-34) como ejemplo de esta sustitución. Fue desarrollado durante la Reforma protestante del siglo XVI, siendo defendido por Martín Lutero y Juan Calvino. Fue formulado más concretamente por el teólogo reformado Charles Hodge (1797-1878). Los defensores de la sustitución penal argumentan que el concepto tiene una base bíblica y tiene sus raíces en las tradiciones históricas de la Iglesia cristiana.[cita requerida]

### Expiación vicaria
La idea de la expiación vicaria fluye del judaísmo. Isaías 53:4-6, 10, 11 se refiere al "siervo sufriente":

Ciertamente él ha llevado nuestras penas y llevado nuestros dolores; mas nosotros le tuvimos por azotado, por herido de Dios y abatido. Pero él fue herido por nuestras transgresiones, molido por nuestras iniquidades; sobre él fue el castigo que nos hizo sanos, y con sus heridas somos sanados. Todos nosotros nos descarriamos como ovejas; cada uno se apartó por su camino; y Jehová cargó en él la iniquidad de todos nosotros [...] Fue la voluntad de Jehová herirlo; lo ha puesto en aflicción; cuando se ofrece a sí mismo en ofrenda por el pecado... Por su conocimiento el justo, mi siervo, hará que muchos sean tenidos por justos; y él llevará las iniquidades de ellos."

### Nuevo Testamento
Los autores del Nuevo Testamento usaron varias metáforas para explicar e interpretar la muerte y resurrección de Jesús. Según C. Marvin Pate, "hay tres aspectos de la expiación de Cristo según la Iglesia primitiva: expiación vicaria [expiación sustitutiva], la derrota escatológica de Satanás [Cristo el Vencedor] y la imitación de Cristo [participación en la muerte y resurrección de Jesús]". Pate señala además que estos tres aspectos estaban entrelazados en los primeros escritos cristianos, pero que este entrelazamiento se perdió desde los tiempos patrísticos.
Las referencias clave del Nuevo Testamento que pueden interpretarse para reflejar una expiación vicaria de la muerte y resurrección de Jesús incluyen:
- Romanos 3:23-26: "Por cuanto todos pecaron, y están destituidos de la gloria de Dios; ahora han sido justificados gratuitamente por su gracia, mediante la redención que es en Cristo Jesús, a quien Dios presentó como sacrificio de expiación por su sangre, eficaz por la fe. Hizo esto para mostrar su justicia, porque en su paciencia divina había pasado por alto los pecados cometidos anteriormente; era para probar en el tiempo presente que él mismo es justo y que justifica al que es de la fe de Jesús”. (NRSV)
- 2 Corintios 5:21: "Al que no conoció pecado, por nosotros lo hizo pecado, para que nosotros fuésemos hechos justicia de Dios en él". (RSV)
- Gálatas 3:10, 13: "Todos los que confían en las obras de la ley están bajo maldición; porque está escrito: 'Maldito todo el que no se atiene a todas las cosas escritas en el libro de la ley, y las hace. 'Cristo nos redimió de la maldición de la ley, hecho por nosotros maldición, porque está escrito: Maldito todo el que es colgado en un madero. (RSV)
- Colosenses 2:13-15: “Y vosotros, que estabais muertos en vuestros delitos y en la incircuncisos de vuestra carne, habiendo anulado el vínculo que nos oponía con sus demandas legales, él lo anuló clavándolo en la cruz. Desarmó a los principados y potestades, y los hizo ejemplo público, triunfando sobre ellos en él”. (RSV)
- 1 Pedro 2:24: "Él mismo llevó nuestros pecados en su cuerpo sobre el madero, para que muramos al pecado y vivamos a la justicia". (RSV)
- 1 Pedro 3:18: "Porque también Cristo murió por los pecados una vez por todas, el justo por los injustos, para llevarnos a Dios". (RSV)

Sobre la base de 3:23-26, NT Wright ha argumentado que existen, de hecho, diferentes modelos de sustitución penal en los que las ideas de justificación funcionan junto con la redención y el sacrificio.

### Iglesia primitiva
La teoría del rescate de la expiación fue el punto de vista casi predominante aceptado en el período de los Padres de la Iglesia Primitiva. A medida que la teoría del rescate de la expiación comenzó a desvanecerse de la vista en la Edad Media, comenzaron a desarrollarse otras teorías, como la teoría de la satisfacción. En general, se ha reconocido que solo se pueden encontrar indicios de expiación sustitutiva penal en los escritos de la Iglesia Primitiva, y las articulaciones más explícitas llegaron durante la época de la Reforma.
Los eruditos varían al interpretar los precursores propuestos a la sustitución penal en los escritos de algunos de los padres de la Iglesia Primitiva, incluido Justino Mártir (c.100-165), Eusebio de Cesarea (c.275-339), Atanasio (c.300-373) y Agustín de Hipona (354-430). Existe un acuerdo general de que ningún escritor de la Iglesia Primitiva enseñó la sustitución penal como su teoría principal de la expiación. Sin embargo, algunos escritores parecen hacer referencia a algunas de las ideas de la sustitución penal como una ocurrencia tardía o como un aparte.
Algunos ven a Agustín hablando de la expiación sustitutiva penal en su exposición del Salmo 51: "Porque aun el Señor estuvo sujeto a muerte, pero no a causa del pecado: Él tomó sobre Él nuestro castigo, y así pierde nuestra culpa" y en su Enchiridion dice: "Ahora bien, como los hombres yacían bajo esta ira a causa de su pecado original... se necesitaba un mediador, es decir, un reconciliador, que por la ofrenda de un solo sacrificio, del cual todos los los sacrificios de la ley y los profetas eran tipos, debían quitar esta ira... Ahora bien, cuando se dice que Dios está enojado, no le atribuimos un sentimiento tan perturbado como el que existe en la mente de un hombre enojado; pero llamamos a su justo disgusto contra el pecado por el nombre de "ira", una palabra transferida por analogía de las emociones humanas".
La teoría del rescate de la expiación es una teoría sustitutiva de la expiación, tal como lo es la sustitución penal. Por lo tanto, puede ser difícil distinguir las referencias intencionadas al punto de vista del rescate por parte de los escritores de la Iglesia Primitiva de las ideas sustitutivas penales reales.
Los Padres a menudo trabajaron sobre citas bíblicas, de ambos Testamentos, que describen la obra salvadora de Cristo, a veces agregando una a otra de diferentes lugares de las Escrituras. La tensión dominante en los escritos soteriológicos de los Padres griegos, como Atanasio de Alejandría (c. 296/298-373), fue la llamada teoría "física" de que Cristo, al hacerse hombre, restauró la imagen divina en nosotros; pero unido a esto está la convicción de que su muerte fue necesaria para liberarnos de la maldición del pecado, y que se ofreció a sí mismo en sacrificio por nosotros.

### Anselmo (sigloXI)
No fue hasta que Anselmo de Canterbury (1033/4-1109) escribió su famosa obra Cur Deus Homo (1098) que la atención se centró en la teología de la redención con el objetivo de proporcionar definiciones más exactas. El punto de vista de Anselmo puede entenderse mejor a partir de las concepciones feudales medievales de autoridad, de sanciones y de reparación. La satisfacción anselmiana contrasta con la sustitución penal en que Anselmo ve la satisfacción (es decir, la restitución) como una alternativa al castigo.
Según Anselmo, "el honor quitado debe ser reembolsado, o debe seguir el castigo" (bk 1 ch 8), mientras que la sustitución penal considera el castigo como el medio de satisfacción. Comparando lo que se debe a Dios y lo que se debe al señor feudal, argumenta que lo que se debe a Dios es el honor. "'Honor' comprende todo el complejo de servicio y adoración que toda la creación, animada e inanimada, en el cielo y la tierra, debe al Creador. El honor de Dios se lesiona por el retiro del servicio del hombre que debe ofrecer.” Este fracaso constituye una deuda, un peso o una condena, que el hombre debe satisfacer, pero que está más allá de su competencia; sólo si se puede encontrar un hombre nuevo que por perfecta obediencia pueda satisfacer el honor de Dios y por alguna obra de supererogación pueda proporcionar los medios para pagar la deuda existente de sus semejantes, puede cumplirse el propósito original de Dios. De modo que Cristo no sólo vive una vida sin pecado, que nuevamente le corresponde, sino que también está dispuesto a soportar la muerte por amor.
Aunque la sustitución penal a menudo se asocia con Anselmo, es anterior a su desarrollo formal dentro de la teología reformada. Por lo tanto, se duda incluso entre los teólogos reformados si su teoría de la "satisfacción" es estrictamente equivalente.

### Reforma
Los reformadores afirmaron una y otra vez que estaban recuperando la verdad del Evangelio tanto del Nuevo Testamento como de los primeros padres cristianos. Generalmente creían que los errores doctrinales fueron introducidos por los últimos padres de la Edad Media.

#### Lutero
En términos generales, Martín Lutero siguió a Anselmo, permaneciendo así principalmente en el modelo "latino" identificado por Gustaf Aulén. Sostuvo, sin embargo, que la obra expiatoria de Cristo abarcaba tanto su obediencia activa como pasiva a la ley: como Dios-hombre perfectamente inocente, cumplió la ley perfectamente durante su vida y, en su muerte en la cruz, llevó el castigo eterno que todos los hombres merecían por quebrantar la ley. A diferencia de Anselmo, Lutero combina tanto la satisfacción como el castigo. Además, Lutero rechazó el carácter fundamentalmente legalista del paradigma de Anselmo en términos de una comprensión de la Cruz en los términos más personales de un conflicto real entre la ira de Dios contra el pecador y el amor de Dios por el mismo pecador. Para Lutero este conflicto era real, personal, dinámico y no meramente forense o analógico. Si Anselmo concibió la Cruz en términos de un duelo forense entre la identificación de Cristo con la humanidad y el valor infinito y la majestad de su persona divina, Lutero percibió la Cruz como un nuevo Götterdammerung, una lucha dramática y definitiva entre los atributos divinos de la justicia implacable de Dios contra la humanidad pecadora y la inescrutable identificación con esta misma humanidad desvalida que dio a luz una Nueva Creación, cuya innegable realidad sólo podía vislumbrarse a través de la fe y cuyo poder invencible obraba sólo a través del amor. Uno no puede entender el carácter único o la fuerza de la comprensión luterana y luterano de la cruz aparte de este carácter dramático que no se traduce o expresa fácilmente a través de las categorías filosóficas más racionales de la teología dogmática, incluso cuando estas categorías son las de la ortodoxia luterana misma.

#### Calvino
Calvino se apropió de las ideas de Anselmo, pero cambió la terminología a la del derecho penal con el que estaba familiarizado, ya que se formó como abogado. El hombre es culpable ante el juicio de Dios y el único castigo apropiado es la muerte eterna. El Hijo de Dios se ha hecho hombre y se ha puesto en el lugar del hombre para soportar el peso inconmensurable de la ira, la maldición y la condenación de un Dios justo. Él fue "hecho un sustituto y una garantía en lugar de los transgresores e incluso se sometió como un criminal, para soportar y sufrir todo el castigo que les hubiera sido infligido".
Calvino hizo un llamado especial al pasaje del Siervo Sufriente en 53 y a 3:18-22 con su referencia al "Angustioso Infierno"—la liberación de los espíritus de aquellos que habían muerto antes de Cristo. De los primeros, destacó: "Pero él fue herido por nuestras transgresiones, molido por nuestras iniquidades; sobre él fue el castigo que nos hizo sanos, y con sus llagas fuimos nosotros curados". Ambos están colocados por Calvino en el contexto del tribunal de juicio de Pilato al que, según Dillistone, no pertenecen propiamente; sin embargo, la imagen de "aquel que ha llevado los azotes y el castigo que, por estricto mérito, habrían de caer" sobre los demás, dentro del propósito divino, es, por todas partes, acordada como un elemento esencial en la historia.

#### John Wesley
John Wesley, el fundador del metodismo, también se aferró firmemente a la teoría de la sustitución penal de la expiación, al igual que la mayoría de los primeros metodistas, incluido el primer gran teólogo sistemático metodista Richard Watson. Kenneth J. Collins en su libro The Theology of John Wesley: Holy Love and the Shape of Grace escribe, "para Wesley, Cristo compensa y satisface la justicia de Dios precisamente al ocupar el lugar de la humanidad pecadora, al ser contado entre sus números, y al final llevando la pena, la misma paga del pecado". Esto quizás se hace más claro en el escrito de Wesley titulado "La Doctrina del Pecado Original". En este tratado Wesley escribe: "Nuestros pecados fueron la causa de todos sus sufrimientos. Sus sufrimientos fueron los efectos penales de nuestros pecados. 'El castigo de nuestra paz', el castigo necesario para procurarla, 'fue' puesto 'sobre él', sometiéndose libremente a él: 'Y por sus llagas' (una parte de sus sufrimientos puestos nuevamente por el todo) 'somos curados'; el perdón, la santificación y la salvación final, todos son comprados y otorgados a nosotros. Todo castigo es por alguna falta. Lo que se depositó en Cristo no fue por los suyos, sino por los nuestros; y fue necesario reconciliar a un Legislador ofendido, y ofreciendo criaturas culpables, entre sí. Así que 'Jehová cargó en él el pecado de todos nosotros'; esto es, el castigo debido a nuestra iniquidad.”
El trabajo de los reformadores, incluidos Zuinglio y Felipe Melanchthon, fue muy influyente. Quitó del cristianismo la exigencia de las buenas obras como medio de justificación, ya sea corporal o espiritual, de la necesidad de la penitencia, de la creencia en el purgatorio, etc.; y lo hizo enfatizando una finalidad de la obra de Cristo.

## Críticas y respuestas.

### Críticas
Desde que la doctrina de la sustitución penal recibió plena expresión en el período de la Reforma, ha sido objeto de continuas críticas sobre bases bíblicas, morales y lógicas. Varias obras del siglo XXI ofrecen críticas recientes. La primera crítica extensa a la sustitución penal se produjo durante el período de la Reforma desde dentro del movimiento anabaptista por Fausto Sozzini. Sostuvo que la sustitución penal era "irracional, incoherente, inmoral e imposible". Sus objeciones fueron las siguientes:
1. La perfecta satisfacción del pecado, incluso a modo de sustitución, no deja lugar al perdón o perdón divino.
2. Es injusto tanto castigar a los inocentes como dejar en libertad a los culpables.
3. El sufrimiento finito y la muerte temporal de uno es desproporcionado al sufrimiento infinito y la muerte permanente de muchos.
4. La gracia de la satisfacción perfecta parecería conferir a sus beneficiarios la libertad de pecar sin consecuencias.

Socinus pensó que Jesús mismo no era Dios y que no había venido en carne para morir intencionalmente por la humanidad. Socinus argumentó en contra de la Trinidad. De ahí se sigue como consecuencia natural que sería injusto castigar a Jesús por los pecados de los demás. De manera similar, su argumento de que la muerte temporal de uno no sería suficiente para pagar por todos los pecados de la humanidad también se deriva de su premisa de que Jesús era solo un hombre común.[cita requerida]
El marco general de Calvino, que coincidió con un creciente respeto por la ley, considerada como un baluarte contra los fermentos de la guerra, la revolución y la insurrección civil, siguió siendo normativo para los cristianos reformados durante los siguientes tres siglos. Además, si Socino hablaba desde el punto de vista de los reformadores radicales, también había católicos para quienes la idea de una sustitución penal "legal" debilitaría las doctrinas magisteriales de la santificación, la vida espiritual del creyente y su apropiación del misterio divino a través de los sacramentos de la penitencia y la Eucaristía .
Además, con el desarrollo de nociones de responsabilidad personal inalienable en la ley, la idea de sustitución "penal" se ha vuelto menos fácil de mantener. En el derecho moderno, el castigo de los inocentes y la absolución de los culpables se considera el ejemplo perfecto de injusticia. El teólogo anglicano Frederick Dillistone afirmó que "no se puede esperar que una teología estrictamente penal de la expiación lleve a la convicción en el mundo del siglo XX".
Entre los problemas identificados está que la palabra "penal" implica una asociación con el derecho, pero la relación entre las ideas teológicas y las instituciones sociales como el derecho cambia. El argumento contemporáneo sobre la relación de los derechos humanos con el derecho positivo es una extensión moderna de esto.
En segundo lugar, las ideas de justicia y castigo no son las mismas en el derecho judío, el derecho romano imperial, el derecho europeo del siglo XVI y el derecho consuetudinario moderno. Así, por ejemplo, "satisfacción" y "mérito" son comprensibles dentro del contexto de la ley romana, pero encajan menos fácilmente dentro de las concepciones del Antiguo o del Nuevo Testamento. Asimismo, cuando se utiliza la palabra "penal", plantea tantas preguntas sobre las diferentes teorías del castigo, pasadas y presentes.
En tercer lugar, en la obra de Calvino, y posteriormente, existe una interacción entre el lenguaje legal y el cultural. Palabras como "maldición", "expiación", "propiciación", "ira" y "sacrificio" aparecen junto con el lenguaje legal del siglo XVI. "El marco es legal, el proceso es de culto. La eliminación de las sanciones legales se equipara con la libertad de acceso al culto.” Calvino sostiene que fue necesario que Jesús sufriera a través de un proceso judicial y fuera condenado como un criminal (a pesar de que el proceso fue defectuoso y Pilato se lavó las manos de la condenación), pero relacionar esto con la necesidad de sacrificio "resultó ser un peso muerto sobre el pensamiento y la imaginación de la cristiandad reformada". según Dillistone.
A continuación, las dos palabras "expiación" y "propiciación" presentan problemas. Se ha argumentado que la primera, que significa purgar, debe distinguirse de la segunda, que significa apaciguar a una persona, y que es la propiciación la que presenta el problema para quienes critican la idea de la sustitución penal. Karl Barth (y más tarde Jürgen Moltmann) argumentaron en Church Dogmatics IV/1 que la propiciación y la expiación son categorías falsas cuando se aplican al Dios trino: Si Dios nos perdona en y a través de Cristo ("Cristo paga nuestra deuda"), entonces el costo ha sido asumido por Dios en, como ya través de Cristo. Para Dios propiciarse a sí mismo es expiación; porque la expiación es siempre auto-propiciación ya que significa que el que perdona paga la deuda (aquí, el precio del pecado) a su costa. Por lo tanto, Dietrich Bonhoeffer dice que la gracia es gratuita, pero no barata.
Además, una visión de la salvación humana que la define en términos de absolución de una vez por todas tiene que ver con su relación con las acciones posteriores y la vida de los que no nacieron en el momento del Misterio Pascual.
Algunos, como Karl Barth, simplemente criticaron el concepto de satisfacción de la ira de Dios por no ser bíblico.

### Respuestas
Los defensores de la sustitución penal sostienen que los críticos pasan por alto las repetidas declaraciones de Jesús de que tenía la intención de morir en la cruz, y que su muerte era el propósito por el cual nació en la Tierra (12:27). Es irrelevante, argumentan, si podría ser injusto castigar involuntariamente a un transeúnte inocente, ya que la proposición real es una en la que Jesús se ofrece voluntariamente a morir en nombre de los demás, como un soldado que se arroja sobre una granada de mano para salvar a sus compañeros soldados. Jesús mismo enseñó que "nadie tiene mayor amor que este, que uno ponga su vida por sus amigos" (15:13) y repetidamente anunció que iba intencionalmente a Jerusalén, sabiendo que se dirigía a su muerte (8:31; 9:22).
La identidad de Jesús como Dios mismo es también fundamental para la sustitución penal. Aquellos que no creen que Jesús era Dios visitando la Tierra en forma humana necesariamente concluyen que Dios escogió a un transeúnte llamado Jesús para sufrir por los demás. Sin embargo, aquellos que creen que Jesús era en realidad Dios (14:7-9; 10:30–33) concluyen que Dios, contra quien la humanidad había pecado, vino a aceptar el castigo sobre sí mismo. Por lo tanto, no ven ninguna injusticia en la elección de Dios de venir a la Tierra para tomar sobre sí el pecado de la humanidad. Sin embargo, las respuestas en estos dos párrafos no responden directamente a la objeción de que la culpa es intrínsecamente intransferible, ya sea que la víctima busque que se transfiera o no. Si bien muestran que Jesús no estaba en la posición de ser castigado involuntariamente, no muestran que sea posible o justo castigar a una víctima inocente voluntaria en lugar del culpable. JI Packer admite que los proponentes no saben cómo esto podría ser posible, pero eligen creerlo de todos modos.
JI Packer afirma que el lenguaje debe usarse en un sentido amplio. Dios no es un monarca del siglo XVI, dice, y el gobierno divino no es lo mismo que el gobierno terrenal. Afirma que los cristianos deben considerar toda la verdad de Dios como un "misterio aprehendido", y siempre sostener que Dios es más grande que nuestros formularios. Sostiene, sin embargo, que la sustitución penal puede describirse como un modelo de una manera comparable a cómo la física usa el término. Él define el término modelo, en un sentido teológico, como "construcciones explicativas formadas para ayudarnos a conocer, comprender y tratar con Dios, la realidad última". Afirma que "el misterio de Dios es más de lo que cualquier modelo, incluso el mejor, puede expresar". Afirma que "todo el conocimiento que podemos tener de la expiación es de un misterio que solo podemos pensar y hablar por medio de modelos". Para Packer, los modelos bíblicos se presentan como inspirados por Dios y dados a nosotros como "conocimiento del misterio de la cruz". El teólogo Stephen Sykes ha interpretado que la descripción de la sustitución penal de Packer se presenta como una metáfora.
Los teólogos que abogan por la sustitución penal están dispuestos a definir la doctrina con cuidado, en lugar de, como dice Packer; "la pregunta principal no es la racionalidad o la moralidad de Dios, sino la remisión de los pecados de uno". Sugiere que no se vea como una explicación mecánica (cómo funciona) sino como un kerigmatismo (lo que significa para nosotros). Denney sostiene que la expiación no debe verse desde el punto de vista forense (aunque, como dice Packer, Denney evitó el término "penal" en cualquier caso). Lo que importa desde el punto de vista de Packer es que "Jesucristo, nuestro Señor, movido por un amor que estaba determinado a hacer todo lo necesario para salvarnos, soportó y agotó el destructivo juicio divino al que de otro modo estábamos ineludiblemente destinados, y así nos ganó el perdón, la adopción y gloria". Sin embargo, John Stott critica las caricaturas sin amor de la cruz como "un sacrificio para apaciguar a un Dios enojado, o … una transacción legal en la que una víctima inocente fue obligada a pagar la pena por los crímenes de otros" como "ni el cristianismo de la Biblia en general ni de Pablo en particular". Además, "es dudoso que alguien haya creído alguna vez en una construcción tan cruda".

## Controversias contemporáneas
Ha surgido controversia sobre una declaración hecha por Steve Chalke de que "La cruz no es una forma de abuso infantil cósmico: un padre vengativo que castiga a su Hijo por una ofensa que ni siquiera ha cometido". Esto provocó un debate en el Reino Unido entre los evangélicos que está catalogado en el libro The Atonement Debate: Papers from the London Symposium on the Theology of Atonement (Zondervan, 2008).
El debate se ha llevado a cabo en gran medida en los círculos evangélicos, a pesar del rechazo de la doctrina de la sustitución penal por motivos morales por parte de Jeffrey John, un sacerdote anglo-católico y decano de St Albans, en una charla transmitida durante la Semana Santa de 2007 ha atraído fuego en su dirección.
En su libro Mero Cristianismo, CS Lewis menciona que antes de convertirse en cristiano, la doctrina de la sustitución penal le había parecido extremadamente poco ética, y que aunque desde entonces había encontrado que lo era menos, sin embargo, indicó una preferencia por una posición más cercana a esa de Atanasio, en el que la muerte de Cristo es vista como capacitada para morir al pecado por nuestra participación, y no como una satisfacción o pago a la justicia como tal. Sin embargo, también afirmó que, en su opinión, ninguna explicación de la expiación es tan relevante como el hecho de la expiación. El león, la bruja y el armario de Lewis en su serie de ficción fantástica, Las crónicas de Narnia, representa al rey Aslan entregándose a Jadis, la bruja blanca, como sustituto de la vida de Edmund Pevensie, que parece ilustrar un rescate o Christus Victor acercamiento a la expiación.
George MacDonald, un teólogo cristiano universalista que fue una gran influencia para Lewis, escribió en sus Sermones tácitos contra la idea de que Dios no podía o no quería perdonar a los humanos sin un castigo sustitutivo, y afirmó que encontraba la idea completamente injusta.